# Benjamin Wade
Benjamin Franklin "Bluff" Wade, född 27 oktober 1800 i Hampshire County (numera Hampden County), Massachusetts, död 2 mars 1878 i Jefferson, Ohio, var en amerikansk politiker. Han representerade delstaten Ohio i USA:s senat 1851-1869.
Wade studerade medicin och juridik. Han inledde 1828 sin karriär som advokat i Jefferson, Ohio. Han var åklagare för Ashtabula County 1835-1837.
Wade inledde sin politiska karriär som whig. Han var ledamot av delstatens senat 1837-1838 och 1841-1842. Han tillträdde 1851 som ledamot av USA:s senat. Han utträdde ur whig-partiet under sin första mandatperiod i senaten och omvaldes två gånger som republikan.
Wade var abolitionist, kritisk mot kapitalismen, förespråkare för kvinnlig rösträtt och för fackföreningarnas rättigheter. Han hörde till de radikala republikanerna (Radical Republicans). Han var tillförordnad talman i senaten, president pro tempore of the United States Senate, 1867-1869.